# Jürgen Chrobog
Jürgen Chrobog (né le 28 février 1940 à Berlin, en Allemagne), est un homme politique, juriste et diplomate allemand.

## Biographie
Dans les années 1960, il fait des études de droit à Fribourg-en-Brisgau, Göttingen et Aix-en-Provence.
Entre 1995 et 2001, il est ambassadeur d'Allemagne aux États-Unis.
En 2003, le diplomate était à la tête d'une équipe chargée de négocier la libération de quatorze touristes, dont neuf Allemands, enlevés dans le Sahara. Ils ont été libérés six mois plus tard au Mali. 
Le diplomate, ancien secrétaire d'État allemand aux Affaires étrangères dans le gouvernement du chancelier Gerhard Schröder et qui a quitté ses fonctions en novembre 2006, a été enlevé le 24 décembre 2005, avec son épouse et leurs trois enfants, dans l'est du Yémen, par des membres armés de la tribu al-Abdullah ben Dahha afin de contraindre le gouvernement à relâcher des membres de leur tribu qui sont détenus. Ils ont été libérés le 21 janvier 2006.
En 2007, l'ancien haut diplomate dirige une fondation mise en place par le constructeur BMW AG pour promouvoir le dialogue entre le monde des affaires, la classe politique et la société civile. 